# Rosa 'Shogun'
Rosa 'Shogun' — сорт роз, относится к классу Плетистые крупноцветковые розы (англ. Climber, Large-Flowered Climber).
Регистрационное название 'TANugosh'.

## Происхождение
Селекционер: Ганс Юрген Эверс (Hans Jürgen Evers), Германия, до 2000 года.
Сорт введён в культуру в Германии Rosen-Tantau/Tantau Roses в 2000 году под названием 'Shogun'.

## Биологическое описание
Плетистая роза.
Высота растения до 400 см. Ширина 100 см.
Листья тёмно-зелёные.
Цветки яркие, карминово-красные, махровые, обладают сильным ароматом, устойчивы к воздействию дождя. Диаметр цветка: 
8—10 см, по другим данным 7—8 см.

## В культуре
Используется как декоративное садовое растение.
Зоны морозостойкости: от 6b (−17.8 °C… −20.6 °C) до более тёплых.
Устойчивость к мучнистой росе и чёрной пятнистости высокая